# زیستن (فیلم ۱۳۸۰)
زیستن فیلمی به کارگردانی رضا سبحانی و نویسندگی رضا سبحانی، یزدان عشیری ساختهٔ سال ۱۳۸۰ است.

## خلاصه داستان
فیلم روایتی است از واپسین روزهای زندگی پیرمردی که با قدیمی‌ترین لوازم عکاسی در پارک ملی شهر، به کار عکاسی مشغول است. پیرمرد عکاس تمام عمرش را گویی در پی کشف راز گمشده ای است و در هر گوشه و کنار و زوایای پنهان ذهنش خاموش و لب بسته در جست و جوی آن است.

## بازیگران
- اصغر بیچاره
- شبنم مقدمی
- یلدا قشقایی
- داوود فتحعلی بیگی
- حسین چنگی